# Manika Batra
Manika Batra (Delhi, 15 juni 1995) is een Indiaas professioneel tafeltennisster. Zij speelt rechtshandig, met de shakehandgreep.
Zij vertegenwoordigde haar land op de Olympische Zomerspelen 2016 en Olympische Zomerspelen 2020 maar won geen medailles.